# 少先路街道
少先路街道，是中华人民共和国内蒙古自治区包头市昆都仑区下辖的一个乡镇级行政单位。

## 行政区划
少先路街道下辖以下地区：
友谊十三号街坊社区、友谊十六号街坊社区、少先二十一号街坊社区、少先二十二街坊花园小区社区、少先二十三号街坊社区、钢二十三号街坊社区、友谊小区第一社区、友谊小区第二社区、友谊十八街坊第一社区、友谊十八街坊第二社区、友谊十八街坊第三社区和少先二十号街坊社区。